# 岩崎啓眞
岩崎 啓眞（いわさき ひろまさ、1963年 - ）は日本のプログラマーおよびメディアワークスのゲーム雑誌を中心に活動するライターである。活動の際、「いわさきひろまさ」の表記を使用する場合も多い。元アミューズ所属。

## 来歴
1963年、京都府出身。京都教育大学附属高等学校卒業。1983年、大阪歯科大学に入学し1987年中退。
大学在学中の1984年末頃から御厨さと美の会社にてCD-iのシステム設計に携わる（1987年頃まで）。それと前後して『Beep』においてライター活動を開始（ドクトルだみお名義、当初はプログラミング記事だったが、のちにゲームレビューページとなる）。
1988年よりハドソンでPCエンジンゲームソフト（主にCD-ROM2・SUPER CD-ROM²作品）のプログラム・演出を担当する一方で、『マル勝PCエンジン』においてPCエンジンソフトのゲームレビューを担当。現役のプログラマーとしての視点で評価し、シューティングゲームびいきではあったが、辛口の採点を行っていた。
1994年からメディアワークスに活躍の場を移し、『電撃PCエンジン』、『電撃PlayStation』、『電撃王』などでゲームレビューやゲームに関するコラムを担当。また、プログラマーであることから電子出版、オンライン事業の立ち上げなどに関わった。
2007年、メディアワークスを退社後、韓国のベンチャー企業でゲーム開発に携わった。
2011年8月にはゲームロフトのニュージーランド支部へ1年契約で移籍した。数本のスマートフォンゲームの制作に携わったのち、日本へ帰国。
2012年12月頃、AppBankGames株式会社へ出向、いくつかのアプリの開発に携わる（2013年10月頃退社）。
その後『NAtURAL DOCtRINE』のマルチプレイヤーのバランス調整に携わる（2013年11月～2014年2月）。
2014年3月からenishに所属し、2015年7月1日付けで執行役員ゲームデザインディレクターに就任するも、2016年8月退社。
2016年8月からはゲームデザインディレクターとして外資ゲーム会社IGGの日本支社G-BOXに在籍している。
2019年5月30日に同人作家であるあいざわひろしと入籍した事をあいざわが公表している。

## エピソード
- 『Beep』の連載記事は当初「ヤタタウォーズ」内のコーナーだった。不遜なキャラクターが一部読者の反感を買い、抗議の手紙が送られることがあったが、それに対して岩崎が大人げなく手紙の誤字をあげつらったため、スタッフに取り押さえられるというシーンが「ヤタタウォーズ」内の漫画で描かれた。
- 1989年にハドソンで仕事をしていた時期に、PCエンジン版『イースI・II』の移植に関わっていた。ただし岩崎自身は、あくまでPCエンジン版の開発者であり、オリジナルのイースシリーズの開発にはタッチしていない。
- 1995年、3DOにて発売された『ポリスノーツ パイロットディスク』に出演している。『ポリスノーツ』についてのインタビューを受けており、その様子が動画で収録されている。
- 自他共に認めるシューティングゲームファンであることから、シューティングゲームのレビューにおいては、他の評者や他のゲームと比べやや甘めの評価を行っていた。もともと評価は高かったものの、PCエンジン版『グラディウスII -GOFERの野望-』を大絶賛していた。
- PCエンジン版『イースI・II』にて演出を担当。PCエンジン版オリジナル要素として、「会話シーンに女性キャラクターの顔をアップにしたCGを挿入」した。それにより後のPCエンジンソフトの美少女ゲーム路線を確立したと揶揄されることもあったが、その手法は以後の多数のゲームソフトでも利用され、現在では一般的なゲームの表現方法として普及している[5]。
- PCエンジン版『イースI・II』の音楽をCD音源で鳴らし、アレンジを米光亮に依頼することを決めた。FM音源の直接収録も考えたが、『イース』を初めてPCエンジンでプレイするユーザーにオリジナルを聞かせても感動はしないと考え、アレンジ曲に決定した。当時ファルコムのゲームミュージックのアレンジを行っていた難波弘之ではなく、米光が選ばれた理由は、キングレコードのミュージックフロムイースのアレンジに感動したからだと語っている。
- PCエンジン版『イースI・II』のパスワード入力画面において「いわさきひろまさ」と入力することで、ゲーム内の音楽などを聴くことができる裏技がある。
- PCエンジン版『ときめきメモリアル』の評価に100点満点を与えた人物として話題に上がることが多いが、正確には総合点としては95点である。岩崎自身も『電撃PCエンジン』1994年12月号掲載の座談会において「これ（『ときめきメモリアル』）に100点つけなかったら、100点つけるゲームないかもしんないなぁと思ったけど、微妙なところで、どうしても100点つかなかったんだよね」と答えている。ただし、項目別評価（グラフィック・サウンド・操作性・ゲームバランス・オリジナリティ・コストパフォーマンス）では全ての項目において満点である「5」を与えていた。また同ジャンルの同人誌の原案もこのころ始めている。
- Wikipediaが要求する検証可能性については否定的な観点を持つ一方、PCエンジン版『イースI・II』の制作当時のことをブログに書くようになった理由としても挙げており[6]、またブログ中では当時の版における記述内容への指摘なども行っている。
- 2016年12月17日、元AppbankGames社長宮川義之に対して名誉毀損で訴訟し、名誉毀損・事実無根・侮蔑表現が認定され、当該記事の削除と謝罪文が掲載されたことが報告された[7]。
- 2022年11月刊行の岩崎夏海著『ゲームの歴史』について、直後から検証を行っており、多数の事実誤認を指摘している[8]。翌2023年3月になり報道される事態となった[9]。

## 関わったゲーム作品
- NO・RI・KO（ハドソン）
- ファイティングストリート（ハドソン）
- 凄ノ王伝説（ハドソン）
- イースI・II（PCエンジン版・TG16版）（ハドソン）
- ボンバーボーイ（ハドソン）
- 天外魔境II 卍MARU（ハドソン）
- バイオレントソルジャー（IGS）
- エメラルドドラゴン（PCエンジン版）
- リンダキューブ（PCエンジン版）
- サンダーストーム＆ロードブラスター（PlayStation）
- DEATH WING（PlayStation）
- DT CARNAGE（PlayStation 2）
- GANG DOMINATION（GREE）
- WONDER ZOO（ゲームロフト）
- LITTLEEST PET SHOP（ゲームロフト）
- MY LITTLE PONY: FRIENDSHIP IS MAGIC（ゲームロフト）
- Dungeons & Golf（Appbank Games）
- おさかなパラダイス〜むらい〜（Appbank Games）
- みんなの牧場〜はじめてのシャトーブリアン〜（Appbank Games）
- サーガ・オブ・ファンタズマ（GREE）
- NAtURAL DOCtRINE（角川ゲームス）
- 僕のレストラン３／僕のレストラン３DX（enish）
- 千年の巨神（enish）
- ゆるかみ（enish）
- MIRAMIRA（enish）
- 仮面ライダー バトルラッシュ（enish）
- ロストストーンズ(IGG)
- PCエンジン mini(KONAMI)
- ローグ・グラディウス・サバイバー(SEM&O)

## 関連人物
- 広井王子
- 桝田省治
- 飯淳
- あいざわひろし